# Alice Trolle
Alice Augusta Charlotta Trolle, född Gyldenstolpe 20 juni 1872 i Uttersberg, död 20 september 1953, var en svensk grevinna, sjuksköterska och memoarförfattare. Hon var hustru till Eric Trolle, som var utrikesminister 1905–1909, ambassadör i Berlin 1909–1912, landshövding i Östergötlands län 1912–1930 och riksmarskalkska 1930 till sin död 1934. Hon skildrade denna tid i sina memoarer från 1944 De voro ett lysande följe.

## Biografi
Alice Trolle var dotter till hovstallmästaren greve Gustaf Gyldenstolpe och friherrinnan Hedvig Fredrika Alice Nieroth. Hon växte upp i Stockholm och gifte sig 1893 med Eric Trolle, med vilken hon hade sonen Erik Trolle och en dotter.
Hon verkade en kort period  i Wien som sjuksköterska i Röda korset under första världskriget. Efter kriget engagerade hon sig tillsammans med Röda Korset  i omhändertagande av svaga och undernärda barn i Europa. Hon samlade in pengar till Röda Korsets hjälpverksamheter i Österrike och Ryssland och grundade barnhem i Wien och Krasni Jar.
Under tiden som landshövdingshustru stiftade hon Föreningen Östergötlands barn. Under 1920-talet arbetade denna förening bland annat för att uppföra ett barnsjukhus i Linköping, vilket stod färdigt 1930.
Hon fick utmärkelserna Sv.R.K. gm., T.R.K. m. 3 kl, T.R.K. ht. 2 kl., Ö. San Salv. m. och Turk. Chefk. O. 1 kl. m. brilj.

## Utmärkelser
[Redigera Wikidata]